# 池田勤也
池田 勤也（いけだ きんや、1922年（大正11年）2月4日 - 2007年（平成19年）10月27日）は、昭和時代の政治家。福井県勝山市長。

## 経歴
勝山市出身。1944年（昭和19年）東京外国語大学独語部卒業。
外務省を経て、1955年（昭和30年）勝山市役所に入る。1972年（昭和47年）助役を経て、1976年（昭和51年）以来、勝山市長に3選。1988年（昭和63年）引退した。

## 栄典
勲章等
- 1992年（平成4年） - 勲五等双光旭日章[1]